# Toini Havu

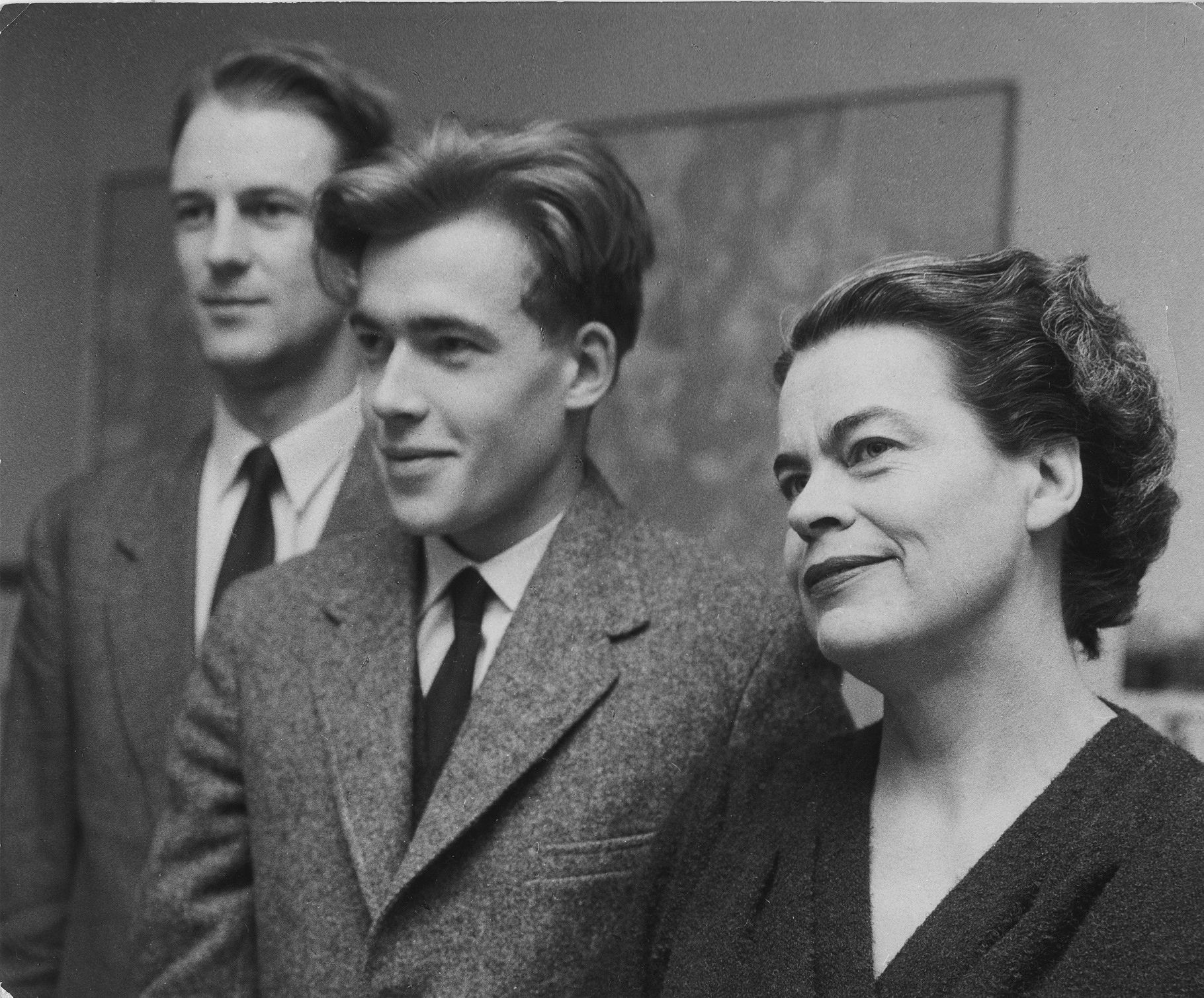
Timo Tiusanen, Pekka Tarkka och Toini Havu.

Toini Johanna Havu, född 24 juni 1908 i Åbo, död 15 november 1998 i Virkby, var en finländsk redaktör och litteraturkritiker.
Havu, som var dotter till vice hovrättspresidenten Johan Viktor Havu (tidigare Falck) och Sigrid Alma Johanna Blomström, blev student 1928 och filosofie kandidat 1934. Hon var litterär chef vid Kirjokansi Oy 1945–1946, litteraturkritiker vid Helsingin Sanomat från 1946 och teaterkritiker 1946–1954. Hon var vice programchef vid rundradions Åbostation 1941–1944 och programchef 1944. Hon var verksamhetsledare vid Befolkningsförbundet i Åbo 1944. 
Havu var ordförande i föreningen Flottans vapenbröders damklubb 1941–1944, i Finska ungdomsboksrådet från 1957, viceordförande i Helsingfors teaterklubb 1948–1949, medlem av Islandia-föreningens styrelse från 1954, av Pohjola-Nordens Helsingforsavdelnings styrelse från 1952 och av Internationella teaterinstitutets styrelse 1951–1961. Finska kritikerförbundets representant i nordiska teaterunionen och ledamot av Nordens permanenta nordiska bokkommitté. Helsingin Sanomat tilldelade henne Fria ordets medalj.

## Utmärkelser
- Frihetsmedaljens 2. klass[2]
- Frihetskorsets förtjänstmedalj av 2. klass[2]
- Riddare av Isländska falkorden[2]

[Redigera Wikidata]